# Ejegayehu Dibabaová
Ejegayehu Dibabaová (* 21. března 1982 Bekoji) je etiopská běžkyně na dlouhé vzdálenosti.
Je členkou etnické skupiny Oromo z vysokohorské oblasti Arsi v regionu Oromia. Její mladší sestry Tiruneš a Genzebe jsou také mezinárodní sportovci na dlouhé vzdálenosti a bratr Dejene je označen jako budoucí hvězda. Stejně jako její sestra Tiruneš, i její teta Derartu Tuluová je dvojitou olympijskou zlatou medailistkou (1992 a 2000).